# Дитрих II фон Хайнсберг
Дитрих II (I) фон Хайнсберг (на немски: Dietrich von Heinsberg; * ок. 1232, Хайнсберг; † 26 юли 1303) от род Спанхайми, е господар на Хайнсберг и Бланкенберг от 1258 до 1303 г.

## Произход
Той е син на Хайнрих I фон Хайнсберг (* пр. 1224, † 1259) и съпругата му Агнес фон Клеве-Хайнсберг († 1267), дъщеря наследничка на граф Дитрих I фон Фалкенбург и Хайнсберг († 1228). Брат му Йохан I († сл. 1306) е господар на Льовенберг.

## Фамилия
Дитрих се жени на 14 април 1253 г. за Йохана фон Льовен-Гаасбеек (* ок. 1236; † ок. 1 април 1291), дъщеря на Готфрид фон Льовен-Гаасбеек (1209 – 1254) и Мари де Бокигнис († сл. 1292). Те имат децата:
- Хайнрих († 1287)
- Готфрид I († 1331), господар на Хайнсберг-Бланкенберг, женен пр. 1299 г. за Мехтилд фон Лооц († 1313)
- Валрам († 1307), господар на Бланкенберг, женен за Елизабет фон Лимбург-Берг
- Дитрих († сл. 1302), каноник в Кьолн и Лиеж
- Аделхайд (ок. 1270 – 1351), омъжена пр. 1302 г. за граф Хайнрих I фон Насау-Зиген (ок. 1276 – 1343)
- Еверхарт (* ок. 1280), господар на Оберлик, сенешал ван Фалкенбург, женен за ван Лик (* ок. 1285)